# تشلو (ديناران)
تشلو (بالفارسية: شهرک چلو) هي قرية تقع في إيران في قسم دیناران الريفي. يقدر عدد سكانها بـ 341 نسمة بحسب إحصاء 2016.